# Malga Ciapela
Malga Ciapela ist ein Ortsteil der zur italienischen Gemeinde Rocca Pietore gehörenden Fraktion Rocca in der Provinz Belluno, Region Venetien. 

## Geographie
Die kleine Fremdenverkehrssiedlung liegt am östlichen Fuße der Marmolata auf einer Höhe von 1450 m s.l.m. An dem im oberen Val Pettorina in einer Senke gelegenen Ort mündet das von Westen kommende Val Ombretta mit Torrente Pettorina in das von Norden kommende Val Ciamo d’Arei. Überragt wird die Siedlung im Nordosten von der Südwand der Piz Guda (2131 m) und im Westen von den Ausläufern der Serauta (3069 m). Bei der Malga Ciapela befindet sich die Talstation für die Pendelbahn auf die Punta Rocca (3265 m) der Marmolata. Das Skigebiet hat über den Padonkamm Anschluss an das von Arabba und somit an die Sella Ronda. Es ist Bestandteil des Liftverbundes Dolomiti Superski. Über den Passo Fedaia erreicht man Canazei im Fassatal in der Provinz Trient, Region Trentino-Südtirol.

## Geschichte

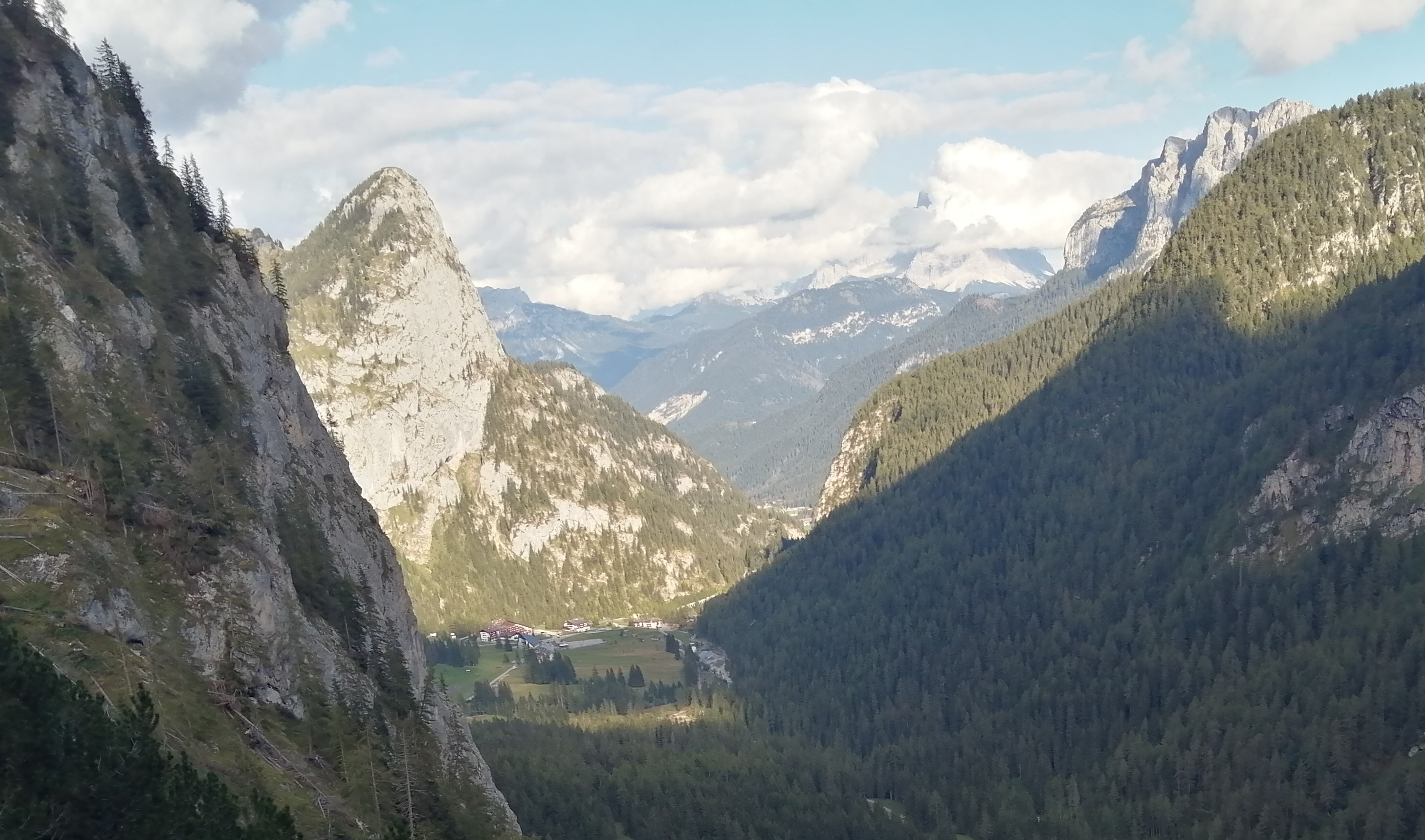
Das Val Ombretta mit dem Piz Guda im Hintergrund, darunter die Siedlung Malga Ciapela

Die Entwicklung des Ortes ist eng mit dem Bau der Seilbahn auf die Marmolata verbunden. Zuvor befanden sich hier nur Heuhütten und ein einfacher Gasthof. Im Ersten Weltkrieg lag hier ein Befehlsstand des italienischen IX. Armeekorps, während im Gasthof ein Lazarett eingerichtet worden war. Bei einem Lawinenabgang im März 1916 verloren etwa 50 Soldaten des italienischen 51. Infanterie-Regiments „Alpi“ auf der Malga Ciapela den Tod. Am 8. Dezember 1967 wurde nach zweijähriger Bauzeit das erste Teilstück der Seilbahn  offiziell in Betrieb genommen, die 1970 mit dem letzten Teilstück zur Punta Rocca fertiggestellt wurde. 1970 endete hier die 18. Etappe des Giro d’Italia von Arta Terme zur Marmolata mit dem Sieg des Italieners Michele Dancelli.

## Verkehr
Bis zum Bau der Seilbahn war die Siedlung Malga Ciapela nur über die mehrere Kilometer lange Serrai-Schlucht erreichbar, über die der Torrente Pettorina in den Cordevole abfließt. Erst mit der touristischen Erschließung wurde die neue Staatsstraße SS 641 „del Passo Fedaia“ errichtet, die die canyonartige Schlucht umfährt. Die Straße ist in der Provinz Belluno mittlerweile zur Provinzialstraße SP 641 deklassiert.